# La Celestina (Picasso)
La Celestina è un'opera realizzata nel 1904 dal pittore spagnolo Pablo Picasso: si tratta di un olio su tela che misura cm 81x60. Appartiene al periodo blu dell'artista ed è conservata a Parigi nel Musée National Picasso.
L'opera fu eseguita dal pittore a Barcellona, nel marzo 1904, poco prima di partire per Parigi.

## Storia del dipinto
Celestina è anche un personaggio della Tragicomedia de Calisto y Melibea di Fernando de Rojas, autore vissuto nel XV secolo. Il romanzo divenne così popolare che Celestina divenne presto sinonimo di "ruffiana" o "mezzana". Picasso era in possesso del libro fin da adolescente e ne collezionò diverse edizioni antiche.
La storia narra che Celestina si intromette nella storia d'amore di Calisto e Melibea, con l'intenzione di ricavarne un guadagno: la morte del giovane e il suicidio conseguente dell'amata conducono alla morte anche Celestina e i suoi complici.
Celestina, però, non era solo ruffiana, ma anche sarta, profumiera, esperta di cosmesi e di ricostruzione della verginità: come la definisce uno dei suoi complici, era anche "un poco strega".

## Descrizione
Il soggetto è una mezzana, o protettrice, cieca da un occhio, divenuta simbolo, per il pittore, della Spagna licenziosa. In molti paesi spagnoli, le vecchie erano associate alla morte, poiché toccava loro annunziare i decessi recenti.
La donna ritratta ha un'inquietante somiglianza con la zia di Picasso, Pepa, tuttavia la modella fu Carlotta Valdivia, che abitava a pochi passi  dalla casa del pittore.
Il personaggio del romanzo tornerà anche in altre opere di Picasso, fino alle rielaborazioni del 1967, che la vedranno nelle vesti di sarta, strega o imbellettatrice.